# Ceryx malaccana
Ceryx malaccana är en fjärilsart som beskrevs av Embrik Strand 1917. Ceryx malaccana ingår i släktet Ceryx och familjen björnspinnare. Inga underarter finns listade i Catalogue of Life.